# Traunstein (Alemanha)
Traunstein é uma cidade alemã que se encontra entre Munique (München) e Salzburgo na Alta-Baviera. Está situada ao pé dos Alpes, a 15 km do lago Chiem, sobre o rio Traun. Um outro lago muito conhecido na região é o lago Königssee. Existem na cidade duas paróquias católicas-romanas: A Igreja Santo Oswaldo, onde foi ordenado o papa Bento XVI e a de Santa Cruz.